# Чрнигой, Домен
Домен Чрнигой (словен. Domen Črnigoj; родился 18 ноября 1995 года, Словения) — словенский футболист, полузащитник итальянского клуба «Реджана» и сборной Словении.

## Клубная карьера
Чрнигой — воспитанник клуба «Копер». 28 июля 2012 года в матче против «Триглава» он чемпионате Словении. 12 апреля 2014 года в поединке против «Заврча» Домен забил свой первый гол за «Копер». В 2015 году он помог клубу завоевать Кубок Словении.
Летом 2015 года Чрнигой перешёл в швейцарский «Лугано». 13 февраля в матче против «Цюриха» он дебютировал в швейцарской Суперлиге. 6 декабря в поединке против «Грассхоппера» Домен забил свой первый гол за «Лугано».

## Международная карьера
В 2012 году в составе юношеской сборной Словении Чрнигой принял участие в домашнем юношеском чемпионате Европы. На турнире он сыграл в матчах против команд Нидерландов, Польши и Бельгии.

## Достижения
«Копер»
- Обладатель Кубка Словении: 2014/15